# Costoboci
I Costoboci (Costoboces in latino) erano una tribù di origine incerta. Alcuni studiosi ritengono si tratti di un popolo di origine mista tra germanica (facenti parte della più ampia popolazione dei Bastarni) e dacica, collocata lungo i pendii nord-orientali dei monti Carpazi, in Galizia.

## Storia
I Costoboci erano probabilmente legati a Roma da un trattato di amicizia stipulato sotto Adriano ed Antonino Pio, non rinnovato con Marco Aurelio nel 170, tanto che invasero le province occidentali della Dacia, Mesia e Tracia fino a raggiungere l'Achaia. Alcune bande furono intercettate ed annientate nei pressi di Scupi dalla Cohors II Aureliae Dardanorum.
A comandare le truppe romane che dovevano opporsi ai loro attacchi fu inviato Lucio Giulio Veilio Grato Giuliano, e sul finire del 171 i Romani riuscivano a dirigere contro di loro i vicini Vandali Asdingi, in cerca di nuovi territori dove insediarsi.
I Costoboci in seguito a questi avvenimenti potrebbero essere stati inglobati in parte da questa tribù germanica, in parte dai Sarmati e dai Goti, insieme ai quali compirono razzie nelle province imperiali romane durante tutto il III secolo.